# Copelatus fossilis
Copelatus fossilis es una especie de escarabajo buceador del género Copelatus, de la subfamilia Copelatinae, en la familia Dytiscidae. Fue descrito por Riha en 1974.